# Jānis Vanags
Jānis Vanags, född 25 maj 1958 i Liepaja, Lettland, är sedan 1993 ärkebiskop för Lettlands evangelisk-lutherska kyrka.
Vanags mottog 2006 Terra Mariana-korsets orden av tredje klassen.